# Rezerwat przyrody Jaźwiny
Rezerwat przyrody Jaźwiny – leśny rezerwat przyrody położony w pobliżu wsi Błota w gminie Brąszewice (powiat sieradzki, województwo łódzkie).
Obejmuje zbocze piaszczystej wydmy wraz z zagłębieniem u stóp tej wydmy (skąd wypływa źródełko). Został utworzony w 1963 r. Zajmuje powierzchnię 3,86 ha (akt powołujący podawał 3,81 ha).
Celem ochrony jest „zachowanie ze względów naukowych i dydaktycznych boru wilgotnego z udziałem świerka i jodły naturalnego pochodzenia”.
Nazwa wywodzi się od słowa jaźwiec, którym to mianem nazywano niegdyś borsuka. Rośnie tu stary bór jodłowo-świerkowy z bogatym kobiercem mchów. Zbocze wydmy porasta bór sosnowy. Rosną tu także dęby. Niektóre jodły osiągają wysokość 37 m i obwód 3 m. W pobliżu rezerwatu, w uroczysku Błota (od strony wsi Salamony) rosną okazy długosza królewskiego – największej, rzadkiej i chronionej paproci krajowej.
Według obowiązującego planu ochrony ustanowionego w 2011 roku, obszar rezerwatu objęty jest ochroną ścisłą.

## Podstawa prawna
Założenie rezerwatu:
- Zarządzenie Ministra Leśnictwa i Przemysłu Drzewnego, Monitor Polski z 1963 r., Nr 48, Poz. 243

Zmiany statusu rezerwatu:
- Zarządzenie NR 5/2010 Regionalnego Dyrektora Ochrony Środowiska w Łodzi z dnia 3 lutego 2010 r. w sprawie rezerwatu przyrody „Jaźwiny”[2]